# La valanga selvaggia
La valanga selvaggia (The Thundering Herd) è un film muto del 1925 diretto da William K. Howard.
La sceneggiatura di Lucien Hubbard si basa sul romanzo omonimo di Zane Grey del 1925: nel 1933, la storia venne ripresa in un'ulteriore versione cinematografica sempre con il titolo The Thundering Herd, che aveva come protagonista Randolph Scott. Il regista del remake fu Henry Hathaway che, nel film del 1925, appare come regista della seconda unità.
Il film segna l'esordio sullo schermo di Tim McCoy, un attore che arrivava dalla vita militare e che sarebbe diventato popolare negli anni seguenti con i suoi ruoli western.

## Trama
Nel 1876, un gruppo di cacciatori di bisonti si raduna all'ufficio postale di Sprague dove viene raggiunto da Tom Doan, che arriva da una fattoria del Kansas. Lì, Tom incontra e si innamora di Milly Fayre, la nipote di Randall Jett, il capo di una banda di fuorilegge che derubano i cacciatori. Tom e Milly vengono separati, mentre gli indiani si ribellano a causa della scriteriata macellazione di bisonti degli avventurieri bianchi. Jett viene ucciso dai suoi stessi uomini e Milly fugge. Inseguita dagli indiani, sta per finire sotto gli zoccoli di una mandria di bisonti ma viene salvata da Tom. La rivolta indiana viene placata e i due possono lasciare quel territorio ostile.

## Produzione
Il film fu prodotto dalla Famous Players-Lasky Corporation. Venne girato a Los Angeles a Lasky Mesa, West Hills.

## Distribuzione
Il copyright del film, richiesto dalla Famous Players-Lasky Corp., fu registrato il 23 febbraio 1925 con il numero LP21180.
Distribuito dalla Paramount Pictures, il film - presentato da Adolph Zukor - uscì nelle sale cinematografiche USA il 1º marzo 1925.
Non si conoscono copie ancora esistenti della pellicola che viene considerata presumibilmente perduta.